# Bruno Gagliasso
Bruno Gagliasso Marques (Río de Janeiro, 13 de abril de 1982) es un actor brasileño. Es conocido por interpretar papeles tan complejos como variados: como el equizofrénico Tarso, el mujeriego Berilo o el asesino con trastorno de doble identidad Edu.

## Filmografía

### Televisión
| Año  | Telenovela                   | Personaje                         | Notas |
| 1990 | Barriga de Aluguel           | Hijo de Dr. Barroso               | Participación especial |
| 1999 | Você Decide                  | Renato                            | episódio: "Papai é Gay" |
| 1999 | Seriado Mulher               | Léo                               | episódio: "Mãe Menina" |
| 2000 | Malhação                     | Aluno do 1ª ano                   | Participación especial |
| 2000 | Chiquititas                  | Rodrigo                           | |
| 2001 | As Filhas da Mãe             | José Carlos Rocha                 | |
| 2002 | Sítio do Pica-Pau Amarelo    | Romeu                             | Participación especial |
| 2002 | Deseos de mujer              | Saulo de Gog                      | Participación especial |
| 2003 | La casa de las siete mujeres | Caetano                           | |
| 2003 | Celebridad                   | Inácio Vasconcelos Amorim         | |
| 2005 | América                      | Roberto Sinval Fontes Júnior      | Prêmio Contigo! de TV de Mejor Actor de Reparto |
| 2006 | Niña moza                    | Ricardo Garcia Fontes             | Melhores do Ano de Mejor Actor de Reparto Prêmio Contigo! de TV de Mejor Actor de Reparto |
| 2006 | Dom                          | Théo                              | Especial da Rede Globo |
| 2007 | Paraíso Tropical             | Ivan Correia Novaes               | Melhores do Ano de Mejor Actor de Reparto Prêmio Contigo! de TV de Mejor Actor de Reparto |
| 2008 | Ciranda de Pedra             | Eduardo Ribeiro                   | |
| 2009 | India, una historia de amor  | Tarso Cadore                      | Premio Quem de Mejor Actor Melhores do Ano de Mejor Actor de Reparto Prêmio Contigo! de TV de Mejor Actor de Reparto Prêmio Extra de Televisão de Mejor Actor de Reparto Nominado - Troféu Imprensa de Mejor Actor |
| 2010 | Episódio Especial            | él mesmo                          | Participación especial |
| 2010 | Passione                     | Berillo Rondelli                  | Melhores do Ano de Mejor Actor de Reparto |
| 2011 | Cuento encantado             | Timóteo Cabral                    | Villano principal Premio Quem de Mejor Actor Nominado - Melhores do Ano de Mejor Actor Nominado - Prêmio Contigo! de TV de Mejor Actor Nominado - Prêmio Extra de Televisão de Mejor Actor                         |
| 2012 | As Brasileiras               | Zé Sereno                         | episódio: "O Anjo de Alagoas" |
| 2013 | Preciosa perla               | Franz Hauser                      | Protagonista Nominado - Melhores do Ano de Mejor Actor |
| 2014 | Ojos sin culpa               | Edu (Eduardo Borges)/Brian Borges | Protagonista Ganador - Melhores do Ano de Mejor Actor de Miniserie |
| 2015 | Mujeres ambiciosas           | Murilo                            | Villano |
| 2016 | Sol Nascente                 | Mario                             | Protagonista |

### Películas
| Año  | Telenovela          | Personaje | Notas                   |
| 2002 | As Vozes da Verdade | Lucas     | Short film              |
| 2005 | Racing Stripes      | Listrado  | Brazilian voice dubbing |
| 2012 | DES.                | Klaus     | Short film              |
| 2013 | Mato sem Cachorro   | Déco      | [ 3 ]                   |
| 2014 | Isolados            | Lauro     | [ 4 ]                   |